# Тракоча (Месина)
Тракоча је насеље у Италији у округу Месина, региону Сицилија.
Према процени из 2011. у насељу је живело 230 становника. Насеље се налази на надморској висини од 110 м.